# Philipp Kanzow
Philipp Kanzow (* 1991 in Göttingen) ist ein deutscher Zahnmediziner und Hochschullehrer.

## Werdegang
Kanzow wuchs in Göttingen auf, wo er von 2009 bis 2014 Zahnmedizin studierte. Nach Abschluss des Studium und Promotion arbeitete er bis 2021 als Assistenzarzt in der Poliklinik für Präventive Zahnmedizin, Parodontologie und Kariologie an der Universitätsmedizin Göttingen. In dieser Zeit absolvierte er Aufbaustudien in Gesundheitsmanagement, Parodontologie und Implantologie sowie Medizinwissenschaft. 2021 habilitierte Kanzow sich mit einer Arbeit über die Reparatur partiell insuffizienter Restaurationen. Danach blieb er als Oberarzt und Privatdozent zunächst in Göttingen, bis er 2024 einem Ruf an die Universität Greifswald folgte. Dort leitet er die Poliklinik für Zahnerhaltung, Parodontologie und Endodontologie. 
Philipp Kanzows Forschungsschwerpunkte sind Versorgungsforschung sowie die Evaluierung der zahnmedizinischen Lehre.

## Publikationen (Auswahl)
- Zirkulierende Nukleinsäuren im zellfreien Plasma von LTx-Patienten als Frühmarker ein er Schädigung des Spenderorgans. Dissertation, Göttingen 2014.
- Einblick in die praktische Anwendung und Lehre von zahnärztlichen Reparaturrestaurationen. Dissertation, Berlin 2018.
- Reparatur partiell insuffizienter Restaurationen – Kompromiss oder vollwertige Therapie? Habilitationsschrift, Göttingen 2021.